# Deng Lina
Deng Lina (chiń. upr. 邓丽娜; chiń. trad. 鄧麗娜; pinyin Dèng Lìnà; ur. 16 marca 1992) – chińska lekkoatletka specjalizująca się w trójskoku.
W 2009 zdobyła srebrny medal mistrzostw świata juniorów młodszych w Bressanone. W 2010 była trzecia na mistrzostwach świata juniorów w Moncton. Rok później startował na uniwersjadzie w Shenzhen, na której zajęła 10. miejsce.
Medalistka juniorskich mistrzostw Chin.
Rekordy życiowe: stadion – 13,92 (11 września 2013, Shenyang); hala – 13,85 (23 lutego 2011, Nankin).

## Osiągnięcia
| Rok  | Impreza                               | Miejsce    | Lokata      | Wynik |
| ---- | ------------------------------------- | ---------- | ----------- | ----- |
| 2009 | Mistrzostwa świata juniorów młodszych | Bressanone | 2. miejsce  | 13,57 |
| 2010 | Mistrzostwa świata juniorów           | Moncton    | 3. miejsce  | 13,72 |
| 2011 | Uniwersjada                           | Shenzhen   | 10. miejsce | 13,64 |
| 2014 | Halowe mistrzostwa Azji               | Hangzhou   | 4. miejsce  | 13,26 |
| 2014 | Igrzyska azjatyckie                   | Incheon    | 5. miejsce  | 13,71 |